# Contea di Westchester
La contea di Westchester (in inglese Westchester County) è una contea del sud-est dello stato di New York negli Stati Uniti d'America. È parte dell'area metropolitana della città di New York e il suo capoluogo è White Plains.
È tra le dieci contee più ricche degli Stati Uniti d'America per reddito pro capite e detiene il primato della più alta tassazione USA sulla proprietà immobiliare, con una media di 9044 $ annui per nucleo abitativo, che possono superare i 30-40000 $ per le residenze più spaziose. La contea è nota anche per essere sede di alcuni tra i migliori distretti scolastici pubblici del nord-est degli Stati Uniti d'America.

## Geografia fisica
La contea si trova nel sud-est dello Stato, a nord di New York City, al confine con Connecticut e New Jersey. A sud-est si affaccia sul Long Island Sound. A ovest il confine è segnato dal fiume Hudson. Il territorio è prevalentemente pianeggiante e collinare e raggiunge la massima elevazione con i 300 metri di altezza della collina di Bailey posta al confine con il Connecticut.
A sud, in prossimità della città di New York, si concentrano grossi centri urbani. La città maggiore è Yonkers posta a nord del Bronx. Altre città sono New Rochelle, Mount Vernon e Rye. Il capoluogo della contea è la città di White Plains. La città di Peekskill, posta sull'Hudson, è la città maggiore del nord della contea. Altra località conosciuta è Scarsdale. Vi è nata l'attrice Susan Lucci.

### Contee confinanti
- Contea di Putnam - nord
- Contea di Fairfield (Connecticut) - est
- Contea di Nassau - sud-est
- Contea di Bronx - sud
- Contea di Bergen (New Jersey) - sud-ovest
- Contea di Rockland - ovest

### Laghi artificiali
La contea ha numerosi laghi artificiali, specie nel nord, che forniscono parte dell'acqua potabile consumata dalla città di New York. Il lago della New Croton Reservoir è nato sbarrando il corso del fiume Croton. La New Croton Reservoir costruita nel 1842 è stata la prima riserva di acqua potabile nel nord dello Stato per rifornire la città di New York. Altri laghi artificiali sono la Muscoot Reservoir e la Amawalk Reservoir, nati dallo sbarramento del fiume Moscoot, un affluente del Croton. L'acqua di questi laghi e di altri alimenta il New Croton Acqueduct che rifornisce d'acqua la Jerome Park Reservoir nel Bronx prima che l'acqua venga distribuita nel Bronx e nel nord di Manhattan.

### Redditività e ricchezza
Westchester è la settima contea più ricca degli Stati Uniti d'America (su un totale di 3 033 contee) con un reddito medio pro capite, secondo stime del 2007, di 75427 $ per gli individui e di 96500 $ per nucleo familiare. A ragione della sua opulenza è conosciuta come la Beverly Hills di New York.

## Storia
Gli abitanti originari dell'area, nativi Wappinger di lingua algonchina, furono allontanati intorno al 1640 da coloni olandesi lungo l'Hudson e da coloni della Nuova Inghilterra lungo quello che oggi è il confine con il Connecticut. L'area divenne parte della Provincia di New York e la contea fu istituita nel 1683 ed è una delle contee originarie. Fu chiamata così in onore di Chester in Inghilterra.

## Infrastrutture e trasporti
- Sprain Brook Parkway
- Interstate 87
- Bronx River Parkway
- New York State Route 9A

## Comuni

### Cities
- Mount Vernon
- New Rochelle
- Peekskill
- Rye
- White Plains
- Yonkers

### Towns
- Bedford
- Cortlandt
- Eastchester
- Greenburgh
- Harrison
- Lewisboro
- Mamaroneck
- Mount Kisco
- Mount Pleasant
- New Castle
- North Castle
- North Salem
- Ossining
- Pelham
- Pound Ridge
- Rye
- Scarsdale
- Somers
- Yorktown

### Villages
- Ardsley
- Briarcliff Manor
- Bronxville
- Buchanan
- Croton-on-Hudson
- Dobbs Ferry
- Elmsford
- Hastings-on-Hudson
- Irvington
- Larchmont
- Ossining
- Pelham Manor
- Pleasantville
- Port Chester
- Rye Brook
- Sleepy Hollow
- Tarrytown
- Tuckahoe

## Luoghi di interesse
- Emelin Theatre , a Mamaroneck
- Ever Rest, casa del pittore Jasper Francis Cropsey, a Hastings-on-Hudson
- Ferncliff Cemetery, a Hartsdale
- Hudson River Museum, a Yonkers
- Irvington Town Hall Theater , a Irvington
- Jacob Burns Film Center , a Pleasantville
- Jacob Purdy House , a White Plains
- Jay Heritage Center , residenza di John Jay, a Rye (New York)
- Donald M. Kendall Sculpture Gardens, presso il quartier generale mondiale della PepsiCo a Purchase
- Ippodromo di Yonkers
- Kykuit, residenza storica di John D. Rockefeller, a Sleepy Hollow
- Lyndhurst (Jay Gould Estate), storica residenza neo gotica, a Tarrytown
- Neuberger Museum of Art , presso il Purchase College, a Purchase
- Paramount Center for the Arts  Archiviato il 28 agosto 2006 in Internet Archive., a Peekskill
- Philipsburg Manor, residenza storica, a Sleepy Hollow
- Philipse Manor Hall State Historic Site, a Yonkers
- Playland, parco di divertimenti a Rye. Il solo negli Stati Uniti d'America ad essere di proprietà pubblica.
- The Performing Arts Center  presso il Purchase College, a Purchase
- The Square House Museum, a Rye
- Sunnyside, casa dello scrittore Washington Irving, a Tarrytown
- Tarrytown Music Hall , a Tarrytown
- Thomas Paine National Historical Association, a New Rochelle
- The Timothy Knapp House, a Rye
- Union Church, a Pocantico Hills
- Westchester Jazz Orchestra , a Mount Kisco
- Westchester Philharmonic Orchestra , a White Plains